# Леопольдау (станция метро)
Леопо́льдау (нем. Leopoldau) — станция Венского 
метрополитена, расположена на линии U1. Открыта 2 сентября 2006 года и является самой северной и самой восточной станцией метро в Вене. Эта станция служит для перехода из метрополитена на одноимённую железнодорожную станцию, расположенную рядом, которая обслуживает линии пригородных поездов: 1, 2, 7, 8, 9, 15, R, REX. Также эта станция метро имеет соединение с автобусной сетью благодаря одноимённой остановке, которая обслуживает маршруты 32А и 125. Станция имеет большой паркинг. Расположена станция по улице Shersstrasse, в микрорайоне Леопольдау. Вблизи станции нет крупных жилых кварталов, лишь несколько многоэтажных домов, частный сектор и степь на востоке - тихое, спокойное место.
Станция наземная, крытого типа, односводчатая. Пассажиропоток в этом месте незначительный. Станция покрыта обработанным металлом и потому внешне она выглядит в холодных серебристых тонах.